# Димитър Лютаков
Поп Димитър Лютаков е сред най-дейните членове на Ветренския революционен комитет, подготвящ Априлското въстание, и влиятелен човек в село Ветрен.
Успява да сплоти населението около революционната кауза в такава степен, че за него казвали: „Дето е поп Димитър, там сме и ние.“ След поражението на въстанието е заловен и изпратен в Пазарджик, след това в Пловдив. В началото на май 1876 г. го повеждат към София, но край Пазарджик турски войник го намушква с нож. Скоро след това поп Димитър почива от получената рана.